# 贝拉克鲁斯
貝拉努伊，2011年以前的名稱為贝拉克鲁斯（西班牙語發音：[beɾaˈkɾuθ]）。是西班牙阿拉贡自治区韦斯卡省里瓦戈薩縣的一个市镇。总面积64平方公里，根據西班牙國家研究所在2023年的推測，該市鎮僅有16名居民。
該市鎮於1966年由貝拉努伊（Beranuy）和卡爾維拉（Calvera）合併成立，在國家市政集中過程中，名稱為維拉克魯茲（Veracruz）。自2011年起，該市的正式名稱為貝拉努伊。